# Stabroek News
Stabroek News – dziennik ukazujący się w Gujanie od 1986 roku w języku angielskim. Powstał z inicjatywy solicitora Davida de Cairesa, który był także pierwszym redaktorem naczelnym. 
Początkowo gazeta ukazywała się jako tygodnik. „Stabroek News” jest również wyłącznym dystrybutorem DirecTV Caribbean w Gujanie.
W 1986 roku David de Caires razem z Kenem Gordonem z „Trinidad Express” zwrócił się do ówczesnego prezydenta Desmonda Hoyte o zgodę na wydawanie prywatnej gazety. Oprócz posiadanej przez rząd „Guyana Chronicle” istniało tylko „PPP’s Mirror”, wydawana przez Ludową Partię Postępową, oraz „Catholic Standard” i kilka nieregularnie wydawanych periodyków jak „Open Word”. Żadna z gazet nie była wydawana codziennie, a dwie pierwsze były pod silną presją polityczną.  Caires był demokratą i dążył do powrotu liberalnego społeczeństwa i rządów prawa. Był także zaangażowany w rozwój gospodarcze kraju, gdzie prywatny biznes mógł się rozwijać. Z zawodu był radcą prawnym, ale w latach 1964–1967 współpracował z czasopismem „New World Fortnightly”, co dało impuls do stworzenia prywatnego dziennika w Gujanie.    